# Carl Dair
Carl Dair (Welland, 14 février 1912 - 28 septembre 1967) est un typographe, designer, conférencier, enseignant et écrivain canadien, dont la carrière a marqué l'univers du design graphique. Reconnu internationalement, il est né à Welland, en Ontario, le 14 février 1912. Autodidacte, il décrocha plusieurs prix et honneurs pour ses travaux mais c'est la police de caractères « Cartier », qui fit de lui une figure importante au Canada: créée en 1967, l'année de sa mort, « Cartier » fut la première police pour composition créée au Canada, à l'occasion du centenaire de la Confédération canadienne.

## Biographie
Carl Dair est né le 14 février 1912 à Welland, Ontario. Il fréquenta les écoles Central Public School ainsi que Welland High School, mais c'est à l'âge de 10 ans qu'il commença à travailler comme camelot pour le Welland Port Colborne Evening Tribune. C'est là qu'il rencontra Louis Blake Duff, éditeur de l'époque, qui format le début de carrière de Carl Dair. D'ailleurs, ce dernier lui dédicaça son livre Design With Type affirmant que Blake Duff est responsable de son intérêt pour la typographie :
« To the memory of Louis Blake Duff a bibliophile of great knowledge and fine taste who nurtured my interest in typography at an early age and never turned his head away from me except when I was swiping type from the hell box of his printing office in Welland, Ontario. »

## Carrière
C'est en 1930, à l'âge 18 ans, qu'il devient responsable de la publicité et de la mise en page pour le Stratford Beacon Herald jusqu'en 1932. Il devient ensuite imprimeur, voyageant à travers le pays d'imprimerie en imprimerie, utilisant les méthodes d'impressions traditionnelles du XVe siècle. C'est en 1940 qu'il arrive à Montréal pour multiplier les expériences telles que travailler dans des maisons de gravure, d'imprimerie. Il fut même directeur artistique d'un grand magasin.
Durant la guerre, il travaille pour l'Office national du film du Canada à Montréal qui, à l'époque, non seulement diffusait des films de propagande et leurs affiches, mais était devenu le département du gouvernement en ce qui concerne l'impression d'une grande variété d'éléments graphiques et affiches pour encourager l'effort de guerre. Carl Dair y travaillait en tant que directeur typographique pour la division graphique.
Après la Seconde Guerre mondiale, en 1947, il retourne à son travail privé et rencontre Henry Eveleigh grâce à des amis communs. Combinant les talents de Eveleigh en illustrations et en concepts, et les connaissances de Dair en typographie et en design européen moderne, ils fondèrent ensemble Eveleigh-Dair Studio à Montréal. En 1951, il enseigna la typographie au Musée des beaux-arts de Montréal ainsi qu'à l'école des beaux arts, et c'est durant cette même année que, alors qu'il s'apprêtait à intégrer un troisième partenaire au Eveleigh-Dair Studio, Carl Dair retourna vivre à Toronto, laissant derrière lui sa relation conflictuelle avec Henry Eveleigh. Il y travailla principalement comme pigiste, acceptant quelques contrats ici et là et fut Directeur artistique de Design Workshop, limited.
À partir de 1951, débute pour Dair une période abondante d'accomplissements professionnel de la part de Dair. Pigiste, mais aussi enseignant et conférencier, il décroche quelques contrats spéciaux qui lui apporteront prix, bourses et honneurs. Il ne cesse jamais de partager ses connaissances avec des designers affranchis et des jeunes apprentis au Ontario College of Art, où il enseigna pendant 3 ans. En 1956, alors qu'il est âgé de 44 ans, la Société royale du Canada lui offre une bourse lui permettant d'aller étudier une année entière en Europe, principalement aux Pays-Bas, accompagné de son épouse Edith Dair. Sur place, il étudia le design typographique et les techniques de poinçonnage et de coupe à la fonderie  Joh. Enschedé en Zonen à Haarlem. C'est là qu'il débuta ses travaux de créations sur Cartier, la première police de caractères à textes canadienne, qui ne verra le jour que 10 ans plus tard.
Les années 1960 seront des années très actives pour Carl Dair. Tout en travaillant comme pigiste, il expose et gagne des prix dans différents salons de design typographique à travers le monde. Sa participation à l'univers des arts graphiques ne fait que croître. En 1962, il devient porte-parole pour International Center for the Typographic Arts Inc. (ICTA) au Rendez-vous de Lurs, une rencontre internationale sur le graphisme et les communications à Lurs-en-Provence, en France. L'année 1963 est importante pour Dair, il décroche la nouvelle médaille de la Royal Canadian Academy of Arts pour ses réalisations et devient membre honoraire de la Society of Typographic Designers of Canada, aujourd'hui nommée la Société des designers graphiques du Canada. Finalement, durant la même année, il décide de déménager avec sa femme en Jamaïque, où il se voit offert un poste d'enseignement à la Jamaican School of Arts and Crafts. En 1964 il revient au Canada où il accepte d'être parmi les jurés du Typomundus 20, une compétition à échelle mondiale présentant les travaux typographiques les plus significatifs du XXe siècle. L'année suivante, il a fait partie du jury international de la compétition International Book Design à Leipzig, en Allemagne.
C'est durant ces années que Carl Dair fit des dons au Massey College, affilié à l'Université de Toronto, mettant à leur disposition des outils ; sa presse Albion de 1870 et plusieurs autres équipements d'imprimerie tel que ceux qu'il avait utilisés aux Pays-Bas. Il leur offre aussi sa collection de Incunabulas, des petits livrets représentant les imprimeurs et endroits où imprimer en Europe de 1468 à 1500.
De 1964 jusqu'à ses derniers jours en 1967, il s'occupe de la réalisation et de l'écriture d'une série de six brochures d'une trentaine de pages pour faire la promotion des papiers West Virginia Pulp & Paper. La série, appelée A Typographic Quest, expliquait différents aspects de l'utilisation de la typographie. Par exemple, le cinquième numéro de la série s'intutilait Typographic Contrasts et constituait une liste exhaustive des 7 principaux types de contrastes typographiques: contraste de taille, de poids, de forme, de structure, de texture, de couleurs et de direction.
En 1967, aux derniers moments de sa vie, il acheva la révision de son livre Design With Type, publié en 1952. . Ce même mois, il publia aussi The First Proof of Cartier Roman and Italic : The first Canadian Type for Text Composition. Il affirmait que les changements technologiques en typographie nécessitait une réponse du design.
Il meurt le 27 septembre 1967 à son retour de New York où il avait conduit la conférence Paul A. Bennet Memorial "Typographic Design and the New Technologies" pour la série Heritage of the Graphic Arts.
Le travail de Dair sur la police de caractère Cartier (en) est remarquable. Néanmoins, perçue comme inachevée, la police restait inutilisable. C'est pourquoi certains n'attribuent pas Cartier à Carl Dair mais bien à Rod McDonald. Dair n'avait complété que roman majuscule et minuscule ainsi que l'italique minuscule . En 1973, Mono Lino Typesetting, une vieille compagnie de typographie canadienne, détenait les droits exclusifs de Cartier et c'est par cette entremise que Rod McDonald découvrit la police. En étudiant les documents de Carl Dair attentivement, il entreprit en 1998 la recomposition de Cartier dans le but de la rendre complète et fonctionnelle. C'est en 2000 qu'elle sortie officiellement: McDonald présenta Cartier Book Regular, Cartier Book Medium, Cartier Book Bold et Cartier Book Italic. Cette police de caractère est désormais utilisée par le ministère du Patrimoine canadien.

## Réalisations et publications
- 1956: Liber Librorum, un portfolio de solutions typographiques dirigé par la Bibliothèque Royale de Stockholm pour le 500e anniversaire de la Bible de Gutenberg.

- 1967: Design with Type

- 1964-1967: A Typographic Quest une série de 6 pamphlets traitant de la typographie

- 1967: Typographie Cartier

## Paroles
« Give words a voice »
Carl Dair, Design with type" édition de 1967
« Space is meaningless unless something happens in it »
Carl Dair, Design with type" édition de 1967 p. 87

## Sources
- Première épreuve de la typographie Cartier, Toronto, Cape and company limited, coll. « Carl Dair », 1967, 12 p.
- (en) Carl Dair, Design with type, Toronto, University of Toronto Press, 1967
- (en) Carl Dair, Display types; a typographic quest, New York, Virginia Pulp and Paper, 1965, 28 p.
- (en) Katie Daubs, « The man who gave Canada its own typeface finally gets his due », The Star.com,‎ 27 septembre 2015 (lire en ligne)
- (en) John D. Berry, « do-font: Seven Principles of Typographic Contrast », sur CreativePro.com: where creatives go to know, 28 juillet 2003 (consulté le 6 octobre 2012)
- (en) « Carl Dair », sur Centre for Contemporary Canadian Art (CCCA), 2012 (consulté le 6 octobre 2012)
- (en) John Gibson et Laurie Lewis, Sitcks and Stones Some aspects of Canadian printing history, Toronto, Toronto Typographic Association, 1980
- (en) Carl Dair Fonds, doc (lire en ligne)
- (en) Sara Curtis, « Rod McDonald & Carl Dair », Pointless Arts,‎ novembre-décembre 1999 (lire en ligne, consulté le 6 octobre 2012)
- (en) Douglas Lochhead, Cahiers de la Société Bibliographique du Canada VI, 1967, 93 p. (lire en ligne [PDF])